# Мукур (Дагестан)
Мукур — упразднённое село в Лакском районе Дагестана. На момент упразднения входило в состав Карашинского сельсовета. Упразднено в 1971 году.

## Географическое положение
Село располагалось на восточном склоне долины реки Кутнишалилрат (приток реки Гуймийская), в 1 км к юго-востоку от села Гуйми.

## История
По данным на 1926 год село Мукур состояло из 28 хозяйств, являлось административным центром Мукурского сельсовета Лакского района. По данным на 1939 год село входило в состав Чаяхского сельсовета. В 1947 году сельсовет был ликвидирован, населённые пункты входившие в него переданы в состав Карашинского сельсовета. Указом Президиума Верховного Совета ДАССР от 27.10.1971 года населённый пункт Мукур исключен из учёта в связи с переселением.

## Население
| Год       | 1895 | 1908 | 1926 | 1939 | 1970 |
| --------- | ---- | ---- | ---- | ---- | ---- |
| Население | 131  | 139  | 95   | 90   | 10   |

По переписи 1926 года, 100 % населения составляли лакцы.